# Quitman County (Georgia)
Quitman County is een county in de Amerikaanse staat Georgia.
De county heeft een landoppervlakte van 392 km² en telt 2.598 inwoners (volkstelling 2000). De hoofdplaats is Georgetown.

## Bevolkingsontwikkeling

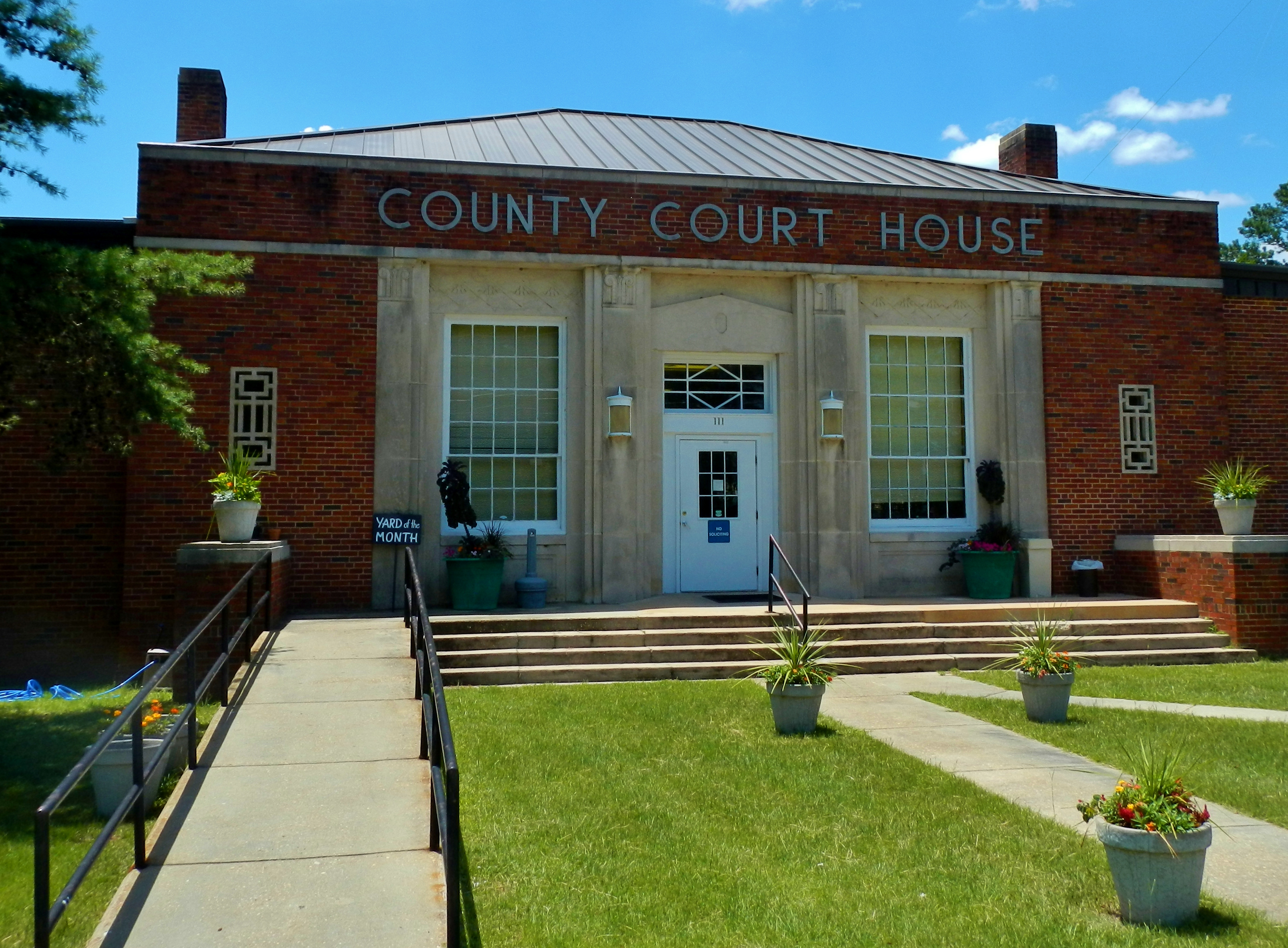
Courthouse